# 儲昱
儲昱（1468年—1538年），字麗中，號芋西，直隸松江府上海縣人，民籍，明朝政治人物。正德丁丑進士，官至江西參議。

## 生平
正德三年（1508年），例貢國子監。因母喪歸里。服闕返回，於正德八年（1513年）中式癸酉科順天府鄉試第九十九名舉人。正德十二年（1517年）丁丑科二甲第三十名進士。選翰林院庶吉士，散館，授禮科給事中，不久，奉命監督乾清宮重建工程。轉兵科給事中，多有建白。
嘉靖二年（1523年）弋陽莊僖王朱宸汭子朱拱樻袭封弋阳王。禮部薦儲昱充任副使，前往南昌冊封。事竣還朝，道聞江西按察使司參議之命。三疏乞休。返回三林里第，興建南園，鳴琴賦詩，優遊靜養。卒年七十。

## 家族
曾祖父儲德富；祖父儲敬；父親儲璇，曾任壽官。母趙氏；繼母孫氏。
储昱无子，有一女，適潘允端弟潘允亮。

## 其他

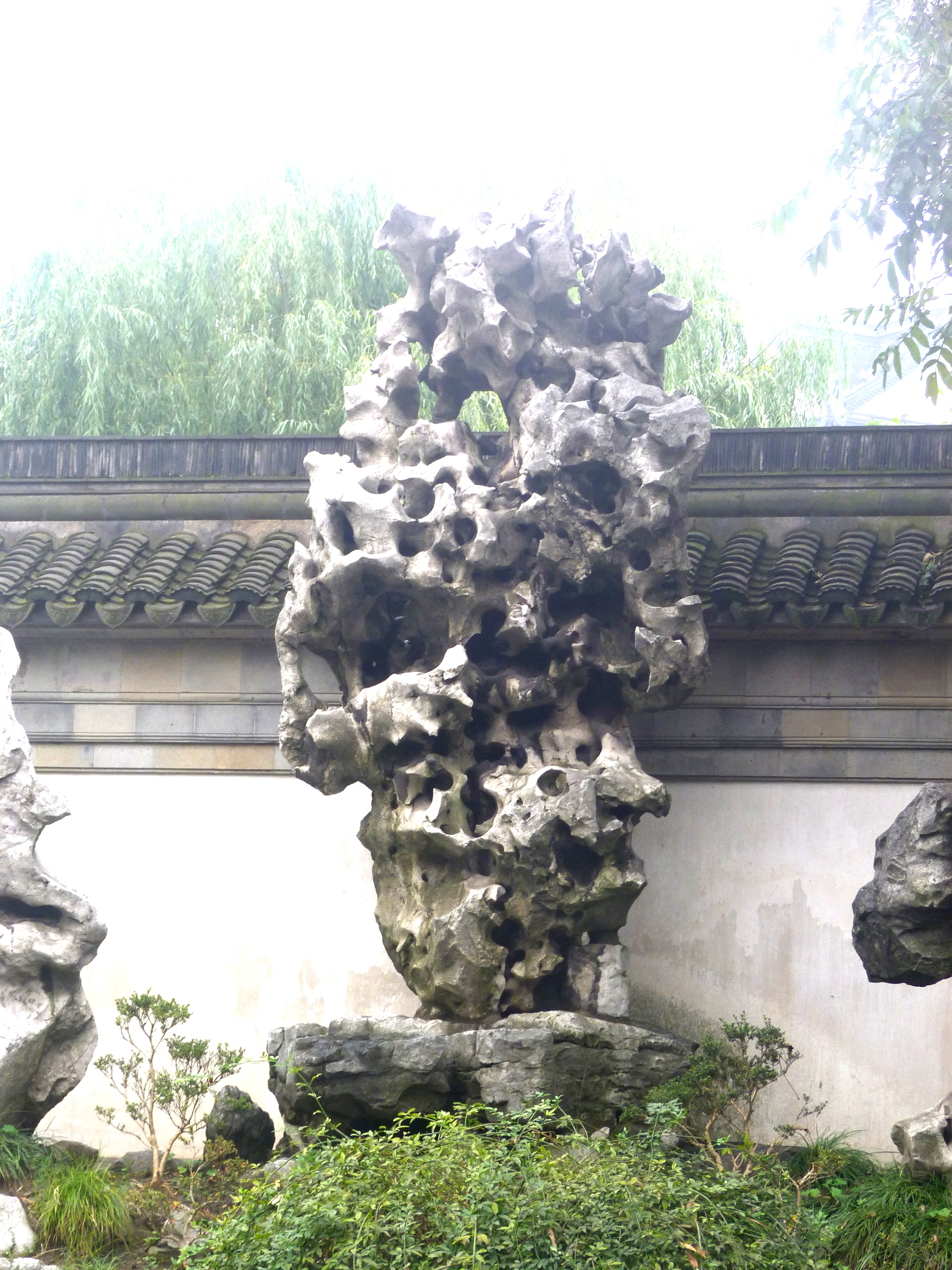
現藏豫园之“玉玲珑”

儲昱在浦東三林塘置有別業，名“南園”。其得到宋徽宗花石纲遗物“玉玲瓏”，藏於園中。後來其女婿潘家建造豫園时，將玉玲珑移入，保存至今。